# Redmine
Redmine é um software livre, gerenciador de projetos baseados na web e ferramenta de gerenciamento de bugs. Ele contém calendário e gráficos de Gantt para ajudar na representação visual dos projetos e seus deadlines (prazos de entrega). Ele pode também trabalhar com múltiplos projetos.
O design do Redmine foi influenciado pelo Trac, um pacote de software semelhante.
O Redmine é escrito usando o framework Ruby on Rails. Ele é multiplataforma e integra com a maioria dos Banco de Dados.
Além de ser um software multiplataforma, também possibilita o uso integrado com vários repositórios tais como Svn, Git, Mercurial, Darcs, Cvs e Bazaar.